# Bush Ait
Bush Ait ist eine Insel in der Themse bei Clewer, Berkshire. Die Insel liegt flussaufwärts des Boveney Lock an der Mündung des Clewer Mill Stream. Die Insel ist unbewohnt und bewaldet.